# Orjais
Orjais is een plaats (freguesia) in de Portugese gemeente Covilhã en telt 859 inwoners (2001).